# Dead Dawn

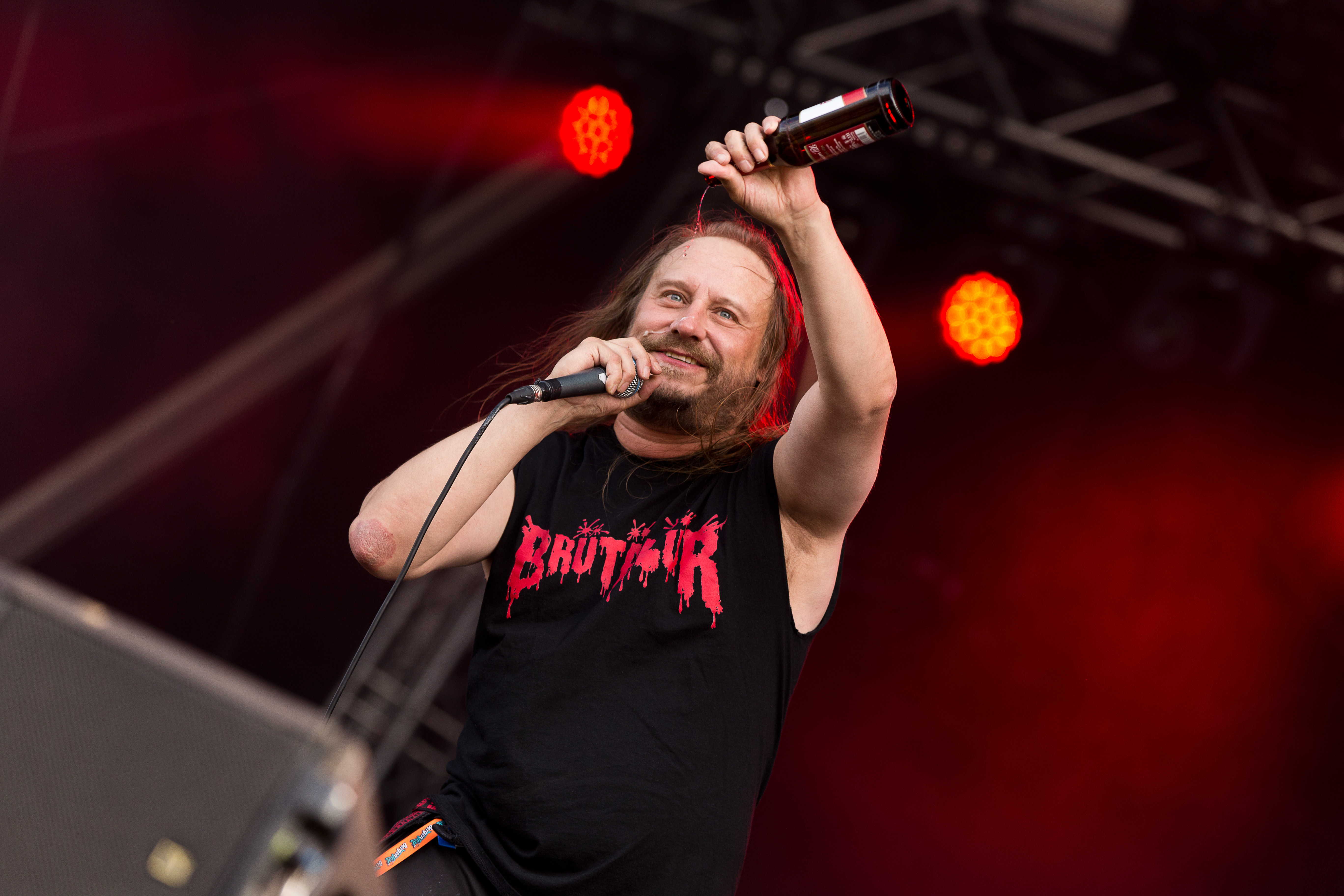
Lars Göran „L-G“ Petrov mit Entombed A.D bei einem Tourauftritt 2016

Dead Dawn (englisch in etwa: „Lebloses Morgengrauen“ oder „Toter Anfang“) ist das zweite Studioalbum der schwedischen Death-Metal-Band Entombed A.D. Es wurde am 26. Februar 2016 veröffentlicht und von Nico Elgstrand, Jacob Hellner und Tom van Heesch produziert. Der Albumtitel wird von Lars-Göran „L.G.“ Petrov so erklärt: „Wenn du aufwachst und überhaupt keinen Plan hast, dann ist das ein toter Anfang. Selbst wenn du einen Plan haben solltest, wenn du aufwachst, dann weißt du trotzdem nicht, was der Tag alles bringen kann.“

## Entstehung
Im Gegensatz zu den letzten Alben mit Entombed, zwischen deren Veröffentlichungen zuletzt viele Jahre lagen, arbeitete die Band nun schon während der Touren zum Vorgängeralbum Back to the Front an neuem Material. Während dieser Zeit arbeiteten sie konstant 15 Monate am Nachfolgealbum.

## Covergestaltung
Das Cover des Albums wurde von Erik Danielsson von Watain gestaltet. L.G. Petrov sagte in verschiedenen Interviews dazu: „Wir wollten, dass die Käufer gleich wissen, worauf sie sich einlassen. Erik ist ein toller Künstler und ein großartiger Mann. Er wusste sofort, was wir wollen und hat in ein paar Tagen das Artwork erschaffen.“ „Wir hatten einige Ideen für das Cover und er kam mit einer Idee einen Tag später zurück. Der menschliche Kopf und die Dinge gehen in den Kopf. Ich hab es mir aus der Distanz angeschaut und es wirkte großartig auf mich.“

## Titelliste

### Album
| #   | Titel                                      | Komponist | Länge | Anmerkungen              |  |
| --- | ------------------------------------------ | --------- | ----- | ------------------------ |  |
| 1.  | Midas in Reverse                           |           | 3:55  | Youtube-Veröffentlichung |  |
| 2.  | Dead Dawn                                  |           | 4:07  | Musikvideo               |  |
| 3.  | Down to Mars to Ride                       |           | 4:50  |                          |  |
| 4.  | As the World Fell                          |           | 5:30  |                          |  |
| 5.  | Total Death                                |           | 2:58  |                          |  |
| 6.  | The Winner Has Lost                        |           | 3:53  |                          |  |
| 7.  | Silent Assassin                            |           | 3:55  |                          |  |
| 8.  | Hubris Fall                                |           | 4:49  |                          |  |
| 9.  | Black Survival                             |           | 3:07  |                          |  |
| 10. | Not What It Seems                          |           | 3:40  |                          |  |
| 11. | Dead Dawn (Demo 2015 Version)              |           | 4:31  | Japan Bonustrack         |  |
| 12. | Maul 'em Mash and Maim (Demo 2015 Version) |           | 4:03  | Japan-Bonustrack         |  |

### Musik-Kassette
Seite A
| #  | Titel                              | Komponist | Länge | Anmerkungen |
| -- | ---------------------------------- | --------- | ----- | ----------- |
| 1. | Dead Dawn (Demo 2015 Version)      |           | 4:31  |             |
| 2. | Black Survival (Demo 2015 Version) |           | 2:56  |             |

Seite B
| #  | Titel                                      | Komponist | Länge | Anmerkungen |
| -- | ------------------------------------------ | --------- | ----- | ----------- |
| 1. | Maul 'em Mash and Maim (Demo 2015 Version) |           | 4:03  |             |
| 2. | Total Death (Demo 2015 Version)            |           | 4:05  |             |

## Auskopplungen
Midas in Reverse wurde zu Promotionzwecken im Januar 2016 kurz vor Release des Albums auf YouTube veröffentlicht. Für den Titelsong Dead Dawn wurde im Oktober 2016 ein Video veröffentlicht.

## Rezeption
- Rock Hard urteilte in Heft #346: „Allerdings mühen sich die Schweden mittlerweile mehr schlecht als recht damit ab, das Riff- und Songwriting-Niveau solcher (damals noch innovativer) Genre-Klassiker wie „Wolverine Blues“ oder „Uprising“ noch mal zu erreichen. Letztlich sind ENTOMBED A.D. heute auch nicht mehr die Einzigen, die dieses Feld beackern.“ Der Rezensent vergab Note 7.0.[7]
- Der Metal Hammer schrieb: „2016 haben die Death-Metaller die Umstrukturierungen kompensiert, sind zusammengewachsen und konzentrieren sich wieder auf ihre Kernkompetenzen. [...] Diesen Eindruck erweckt DEAD DAWN zumindest über weite Strecken: Das energische ‘Midas In Reverse’ beißt sich schnurstracks wie ein hungriger Zombie fest, das Titelstück beschwört zwischen Galopp und unheilschwangeren Black Sabbath-Riffs morbide Urgewalten, und der Höhepunkt ‘Down To Mars To Ride’ kreuzt UPRISING-Schub sowie CLANDESTINE-Brutalität.“ und vergab 5/7 Punkten.[8]
- Metal.de meinte: „Nach dem eher verzichtbaren Quasi-Comeback haben sich ENTOMBED A.D. gefangen und legen auf “Dead Dawn” hörbar eine Schippe drauf. Mit einer deutlich Thrash-lastigeren und spritzigeren Gangart als auf dem Vorgänger vermögen Petrov, Elgstrand, Dahlstedt und Brandt noch tatsächlich Songs hervorzubringen, die, sollten ENTOMBED A.D. die hohe Schlagzahl aus Release- und Tourzyklus beibehalten, durchaus zu ernstzunehmenden Nummern im Kanon einer der wichtigsten Schweden-Bands reifen könnten.“ und vergab 7/10 Punkten.[9]